# Équipe d'Haïti des moins de 17 ans de football
Maillots
L'équipe d'Haïti des moins de 17 ans est une sélection de joueurs de moins de 17 ans au début des deux années de compétition placée sous la responsabilité de la FHF. 
Elle a remporté en 2007 le championnat d'Amérique du Nord, centrale et Caraïbe des moins de 17 ans ce qui lui a permis de participer la même année à la Coupe du monde des moins de 17 ans, pour la première fois de son histoire. L'équipe revient sur la scène mondiale douze ans plus tard en prenant part à la Coupe du monde de 2019 au Brésil.

## Résultats

### Parcours
Parcours de l'équipe d'Haïti des moins de 17 ans en compétitions internationales
| Coupe du monde des moins de 17 ans | Championnat de la CONCACAF des moins de 17 ans |
| --- | --- |
| - 1985 : Non qualifiée - 1987 : Non qualifiée - 1989 : Non qualifiée - 1991 : Non qualifiée - 1993 : Non qualifiée - 1995 : Non qualifiée - 1997 : Non qualifiée - 1999 : Non qualifiée - 2001 : Non qualifiée - 2003 : Non qualifiée - 2005 : Non qualifiée - 2007 : 1er tour - 2009 : Non qualifiée - 2011 : Non qualifiée - 2013 : Non qualifiée - 2015 : Non qualifiée - 2017 : Non qualifiée - 2019 : 1er tour - 2023 : Non qualifiée | - 1983 : Non inscrite - 1985 : Non inscrite - 1987 : Non inscrite - 1988 : Non inscrite - 1991 : Non inscrite - 1992 : Non inscrite - 1994 : Non inscrite - 1997 : Non inscrite - 1999 : Non inscrite - 2001 : 3e du groupe B - 2003 : Non qualifiée - 2005 : 4e du groupe B - 2007 : Vainqueur du groupe A - 2009 : Non qualifiée - 2011 : 1er tour - 2013 : 1er tour - 2015 : 1er tour - 2017 : 1er tour - 2019 : Demi-finale - 2023 : Huitièmes-de-finale |

### Palmarès
- Championnat de la CONCACAF des moins de 17 ans (1) :
  - Vainqueur en 2007 (groupe A).

## Personnalités historiques

### Joueurs

#### Anciens joueurs
- Joseph Guemsly Junior
- Peterson Desrivieres
- Charles Hérold Jr.
- Peterson Joseph
- Yann Attié
- Géraldy Joseph
- Fabien Vorbe[1]
- Mark Luxama
- Mechack Jerome
- Richard Morse
- Valdo Normil
- Gregory Ismael
- Dorleans Shelson
- Jeff Narcisse
- Nicolas Perou
- Jean Jacques Bitielo

### Sélectionneurs
- Jean-Yves Labaze[2] (2005-2007)
- James Morisset[3] (2016)
- Rafael Novaes Dias[3] (2017)
- Gabriel Michel (2017-2019)
- Miguel Ángel Perdomo Barrios (2019-)         
  -  Webens Princimé (2019)